# Zima
Zima je najhladnije godišnje doba koje započinje 21. prosinca u kojemu dani traju kraće od noći, a priroda je uspavana u skladu s niskim temperaturama.

## Uzrok zime
Zemlja se okreće oko Sunca jednom u godini dana, a kako je ta putanja eliptična tako se i udaljenost Zemlje od Sunca pri tome mijenja. Sukladno s tom činjenicom, mijenja se i količina topline koju Zemlja prima od Sunca tijekom godine. Zemlja se također vrti oko svoje osi, koja je nagnuta za 23°27' (23 stupnja i 27 minuta) u odnosu na ravninu kruženja oko Sunca. Zima nastupa kad je određena polutka (sjeverna ili južna) najmanje izložena Sunčevim zrakama, neovisno o odaljenosti od Sunca. Zima na sjevernoj polutki nastaje se kad je Zemlja najbliže Suncu, dok je tada na južnoj polutki vruće ljeto.
Fizikalno, Sunčeve zrake u zimi padaju pod većim kutom od ravnine kruženja, čime se konstantna energija koju dotična polutka dobiva od Sunca dijeli na veću površinu, što zajedno s većim putem kroz atmosferu koji ta toplina prolazi daje kao rezultat manje primljene topline po jedinici površine i nižu temperaturu, tj. zimu.

## Zimski športovi
Zimski športovi prakticiraju se u zimskim uvjetima: na niskoj temperaturi, te uz prisutnost snijega ili leda.